# Tara Platt
Tara Platt (Fairfax, Virginia, 1980. június 18. –) amerikai színésznő, szinkronszínésznő. Férje a szintén szinkronszínész Yuri Lowenthal.

## Élete és pályafutása
Platt a Rutgers Egyetemen és a London Academy of Theatre-n tanult, ahol egy BFA-t is kapott. Több John de Lancie által írt és rendezett előadásban is szerepelt. Játszotta Júlia szerepét a Rómeó és Júliában; Titania szerepét az Szentivánéji álomban; Katherine szerepét A makrancos hölgyben; és szerepelt a First Nights: Clara and Robert Schumann-ban a Walt Disney Concert Hall-ban Clara Schumann szerepében.
Platt 2004-ben társalapítója volt a Monkey Kingdom Productions-nek férjével, Yuri Lowenthalal. A Monkey Kingdom Productions egy független filmgyártó vállalat, ami jelenleg Lowenthal Tumbling After-jén munkálkodik. Platt és Lowenthal két Naruto szereplő hangját is kölcsönözte. Platt Temariét, míg Lowenthal Szaszukéét. 2007-ben és 2008-ban Lowenthal és Platt is hozzájárult a Shin Megami Tensei: Persona 3 videójátékhoz: Lowenthal a Főhős, Ryoji és Pharos; míg Platt Mitsuru Kirijo és Elizabeth hangját kölcsönzi.
Tara Platt és Yuri Lowenthal a társszerzője volt a Voice-Over Voice Actor: What It's Like Behind the Mic című könyvnek.

## Filmográfia

### Film
- Death's Door - Suzanne
- Digimon: Island of the Lost Digimon - D'Arcmon
- Final Fantasy VII: Advent Children Complete - Inhabitants of Midgar Edge
- Gettin' Lucky - Karen
- The Inevitable Undoing of Jay Brooks - Rachel
- The Last Bad Neighborhood - Lacey
- Love Sick Diaries - Jade
- Naruto Shippuden The Movie - Temari
- Pissed - Concierge
- Scarecrow III: Scarecrow Gone Wild - Lynn
- Time and Tide - Jessica
- Tumbling After - Amanda

### Televízió
- The B.P.R.D Declassified - Student
- Bűbájos boszorkák - The Muse
- Életünk napjai - Cheryl, Manuela
- Szívek szállodája - Shelly
- One Life to Live - Stewardess
- Passions - Nurse #1
- The Playbook - DLiteLA, Profile Girl
- Legion of Super Heroes - Dream Girl

### Anime
- Afterworld - Kizzy Shoemaker
- Ah My Buddha - Juko Atoda
- Bleach - Lisa Jadómaru
- Buszó Renkin - Tokiko
- Boys Be - Mizuki
- Blue Dragon - Cynthia
- DearS - Eiko
- Fate/stay night - Caster
- Girls Bravo - Hakana
- Groove Adventure Rave - Reina
- Kamichu – Az iskolás istennő - Benten
- MÄR - Queen
- Marmalade Boy - Jinny
- Moribito: Guardian of the Spirit - Second Queen
- Mobile Suit Gundam Unicorn - Marida Cruz
- Monster - Eva Heinemann
- Naruto - Temari
- Naruto: Sippúden - Temari
- Rozen Maiden Träumend - Baraszuisou
- Tokko - Kureha
- Zoids - Fermi

### Videójátékok
- Biohazard - Jill Valentine
- Blue Dragon - Gyermek, Női lakos
- Dirge of Cerberus: Final Fantasy VII - Kisebb szerepek
- Drakengard 3 - Zero
- Eternal Sonata - Claves
- Eternal Poison - Thage
- Fire Emblem Awakening - Miriel, Flavia
- Fire Emblem Heroes - Edelgard von Hresvelg
- Fire Emblem: Three Houses - Edelgard von Hresvelg
- Groove Adventure Rave: Fighting Live - Reina
- Groove Adventure Rave 2: Hikari to jami no daikesszen - Reina
- Guilty Gear -STRIVE- - Millia Rage
- Halo 2 - ilovebees - Genie, Isabel, Cassie
- Mortal Kombat vs. DC Universe - Wonder Woman
- Naruto: Ninja Council 3  - Temari
- Naruto Shippūden: Ninja Council 4 - Temari
- Naruto: Ultimate Ninja (sorozat) - Temari
- Naruto: Clash of Ninja (sorozat) - Temari
- Naruto: The Broken Bond - Temari
- ObsCure - Ashley
- Resident Evil: The Umbrella Chronicles - Red Queen
- Shin Megami Tensei: Persona 3 - Elizabeth / Mitsuru Kirijo
- Shin Megami Tensei: Persona 3 FES - Mitsuru Kirijo
- Soulcalibur IV - Setsuka
- Spider-Man - Yuri Watanabe
- Star Ocean: First Departure - Mavelle Froesson
- Steambot Chronicles - Captain Ciboulette
- Tales of Symphonia: Dawn of the New World - Raine Sage
- Tales of the World: Radiant Mythology - Raine Sage
- Tales of the Abyss - Noir, Gelda Nebilim
- Trauma Center: New Blood - Valerie Blaylock
- Valkyrie Profile 2: Silmeria - Hrist, Leone
- Warriors Orochi - Mori Ranmaru, Oicsi
- Warriors Orochi 2 - Mori Ranmaru, Oicsi
- Xenoblade Chronicles X - női avatár (hősies)

### Websorozat
- Galacticast - Bride of RoboJew, Son